# Diadiplosis coccidivora
Diadiplosis coccidivora är en tvåvingeart som först beskrevs av Ephraim Porter Felt 1911.  Diadiplosis coccidivora ingår i släktet Diadiplosis och familjen gallmyggor. Inga underarter finns listade i Catalogue of Life.